# Ozola microniaria
Ozola microniaria är en fjärilsart som beskrevs av Walker 1862. Ozola microniaria ingår i släktet Ozola och familjen mätare. Inga underarter finns listade i Catalogue of Life.